# Auguste Loslever
Auguste Loslever (Verviers, 24 april 1847 - Floreffe, 30 augustus 1910) was een Belgisch volksvertegenwoordiger.

## Levensloop
Loslever was zoon van de voerman Gilles Loslever en van Marguerite Lejeune. Hij trouwde met Jeanne Schmidt.
Hij promoveerde tot doctor in de wijsbegeerte en letteren (1865) en doctor in de rechten (1868) aan de Universiteit van Luik. Hij vestigde zich als advocaat aan de balie van Verviers. Hij was viermaal stafhouder (1888, 1892, 1896, 1905). Hij was ook voorzitter van de kerkfabriek van de Onze-Lieve-Vrouwkerk van Verviers.
Hij werd katholiek volksvertegenwoordiger voor het arrondissement Verviers:
- van 1885 tot 1890,
- van 1892 tot 1894,
- van 1898 tot 1900.

Hij was ook gemeenteraadslid van Verviers (1872-1884).